# Mia et le Migou
Pour plus de détails, voir Fiche technique et Distribution.
Mia et le Migou est un film d'animation franco-italien réalisé par Jacques-Rémy Girerd, produit par le studio Folimage, et sorti en 2008.

## Synopsis
Après le décès de sa mère, Mia, une fillette de 10 ans, abandonne son village natal, quelque part dans un pays de misère, pour partir à la recherche de son père. Son voyage la conduit à faire une extraordinaire rencontre avec les Migous. Elle découvre peu à peu leur vie dans une vallée isolée, ainsi que l'arbre majestueux qu'ils surveillent. Mais le patron du père de Mia, qui est promoteur immobilier, est décidé à installer un hôtel dans la vallée.

## Fiche technique
- Titre : Mia et le Migou
- Réalisation : Jacques-Rémy Girerd
- Scénario : Jacques-Rémy Girerd, Antoine Lanciaux, Iouri Tcherenkov et Benoît Chieux
- Musique : Serge Besset
  - Chansons : Serge Besset et Jacques-Rémy Girerd
  - Interprétation des chansons : Miou-Miou, Mickaël Furnon et Olivia Ruiz
- Pays d'origine :  France et  Italie
- Langue originale : français
- Genre : animation, aventures
- Durée : 87 minutes
- Date de sortie :
  - France : 9 décembre 2008

## Distribution
- Garance Lagraa : Mia
- Laurent Gamelon : Jekhide, le père d'Aldrin
- Charlie Girerd : Aldrin
- Pierre Richard : Pedro, le père de Mia
- Dany Boon : les Migou
- Yolande Moreau : la sorcière / les tantines
- Bernard Bouillon : Johnson, l'assistant de Jekhide
- Miou-Miou : Juliette, la mère d'Aldrin, météorologue
- Jean-Pierre Coffe : Nenesse
- Jean-François Dérec : Malakof, le chef de chantier
- Romain Bouteille : Baklava
- Maïté

## Box-office
Le film rassemble 127 474 spectateurs en première semaine ; après un mois, il cumule 368 847 entrées, et dépasse les 400 000 entrées en cinquième semaine.

## Distinctions
- Prix du meilleur film d'animation aux prix du cinéma européen 2009
- Prix Animé TVA 2008 au Festival du cinéma international en Abitibi-Témiscamingue  à Rouyn-Noranda, Québec [2].
- Prix du public au festival "Mon premier festival", Ville de Paris, octobre 2008
- Mention spéciale pour la voix de Garance Lagraa, interprète de Mia, Festival Voix d'étoiles, novembre 2008